# Museo nazionale di palazzo Reale
Il Museo nazionale di Palazzo Reale di Pisa si trova sul Lungarno Antonio Pacinotti 46.
Dal dicembre 2014 il Ministero per i beni e le attività culturali lo gestisce tramite il Polo museale della Toscana,  divenuto Direzione regionale Musei nel dicembre 2019.

## Storia
Il Palazzo fu costruito nel 1583 da Bernardo Buontalenti per Francesco I de' Medici, ed andava a sostituire - come dimora della Signoria a Pisa - il palazzo Medici sito presso la chiesa e il convento di San Matteo.
Il progetto inglobò alcune domus e torri medievali risalenti fino all'XI-XII secolo e in parte ancora visibili: quella dei Gaetani di Pisa (detta anche torre della Verga d'Oro o torre del Cantone, ancora in parte scorgibile su un fianco) e venne rimaneggiato più volte, durante il XVII e il XIX secolo.
Sulla sinistra del palazzo si possono vedere in un vicolo gli arconi a tutto sesto di un edificio medievale, ormai ribassati per via dell'interramento dovuto all'alzarsi del piano di calpestio. Dall'interno del cortile si può vedere una torre antica meglio identificabile, con un portale ad arco in verrucano, due finestrelle con architrave pentagonale e una monofora più in alto. Al piano terra del cortile si vedono anche i resti di un loggiato, che presenta due colonne con capitelli istoriati, in parte abrasi.
La corte medicea vi si riuniva soprattutto in inverno e furono suoi ospiti, tra gli altri, Galileo Galilei e Francesco Redi che morì qui il 1º marzo 1697. Passato poi ai Lorena, prese il nome di "Reale" quando divenne residenza dei Savoia, dai quali passò poi allo Stato Italiano nel 1919.
Dal 1989 ospita il Museo nazionale, che conserva numerose testimonianze delle famiglie che vi hanno abitato, costituite da dipinti, ritratti, arredi, arazzi, armature.

## Galleria d'immagini

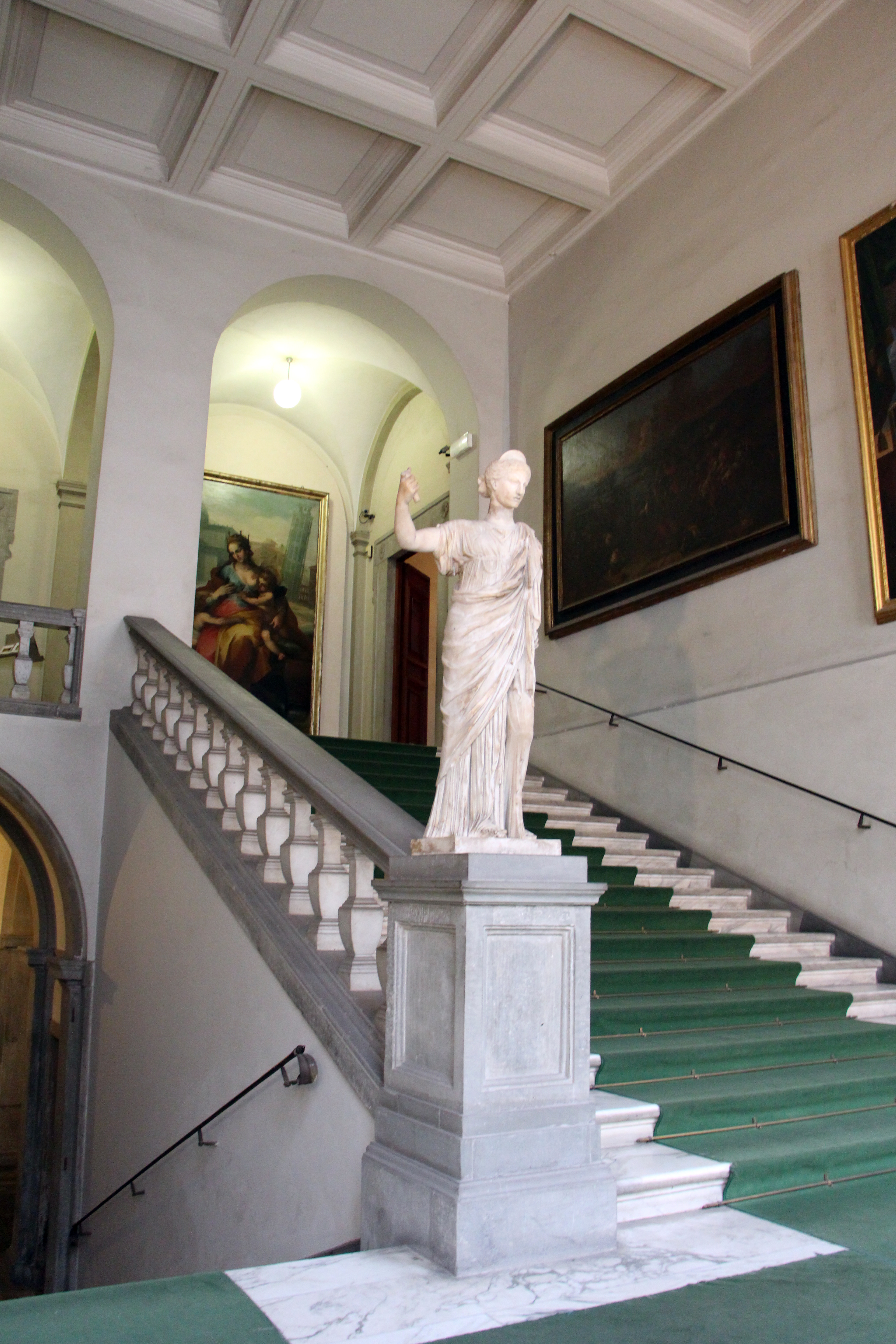
Scale
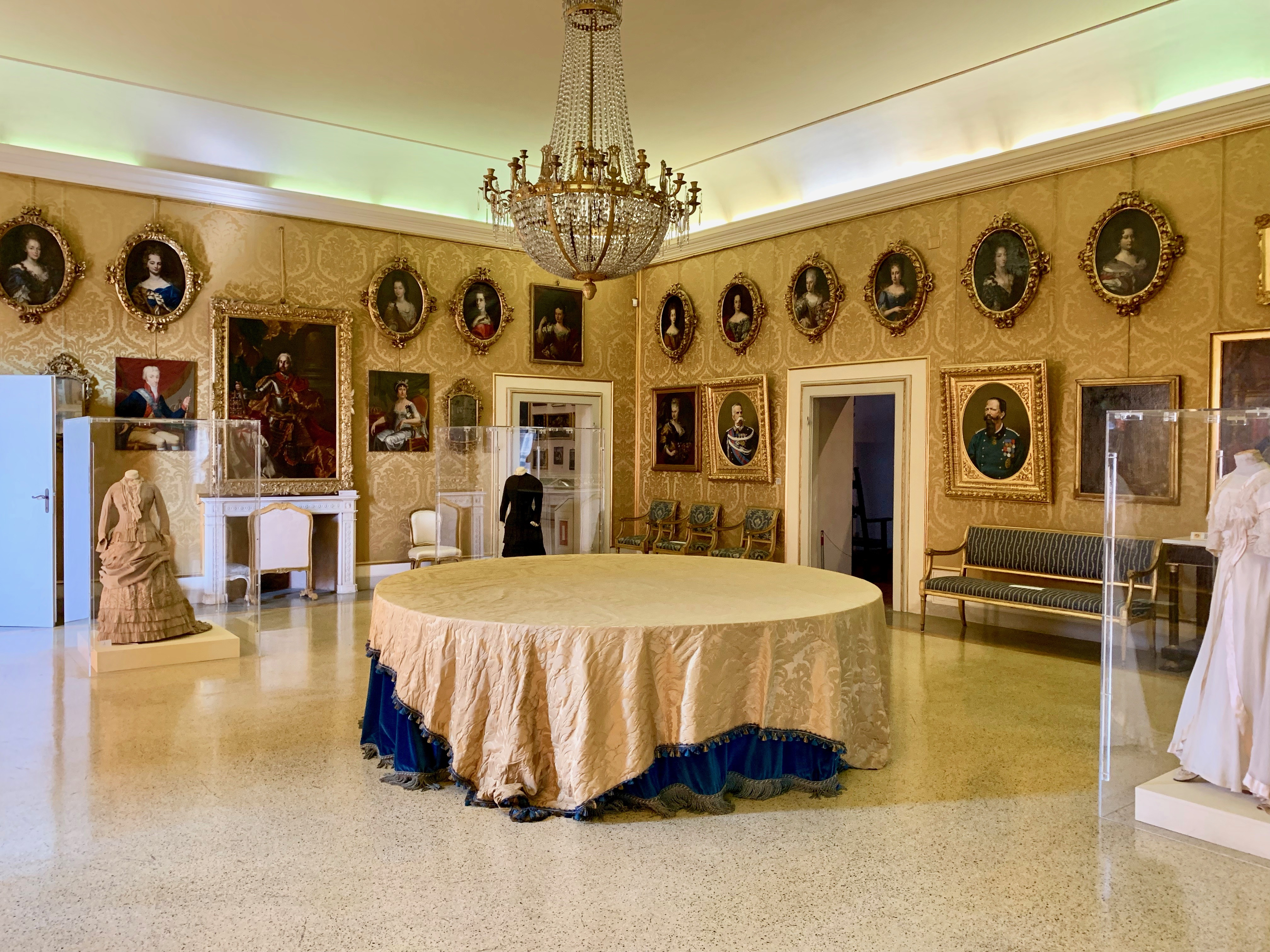
Interni, sala 11
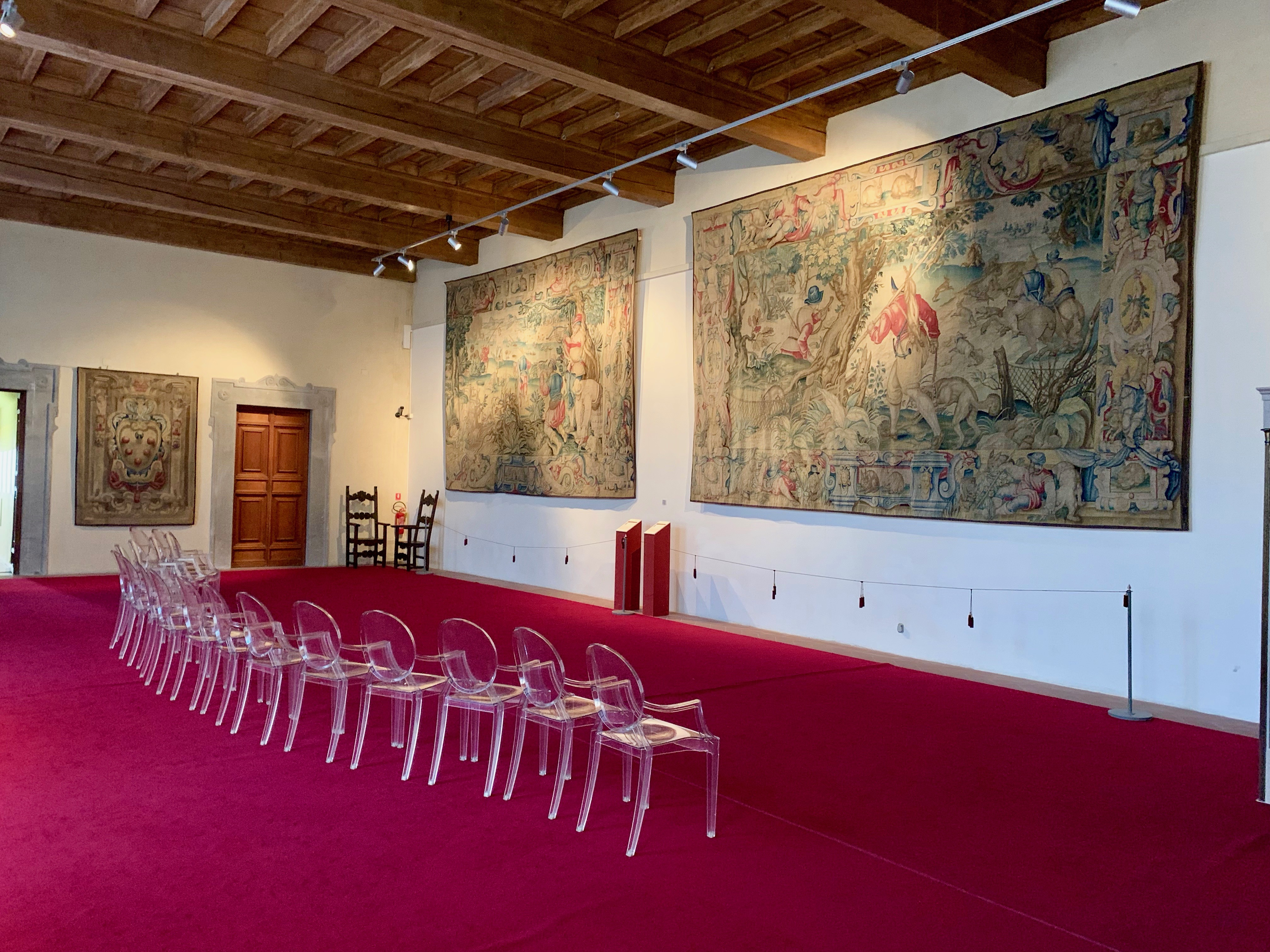
Interni, salone degli arazzi
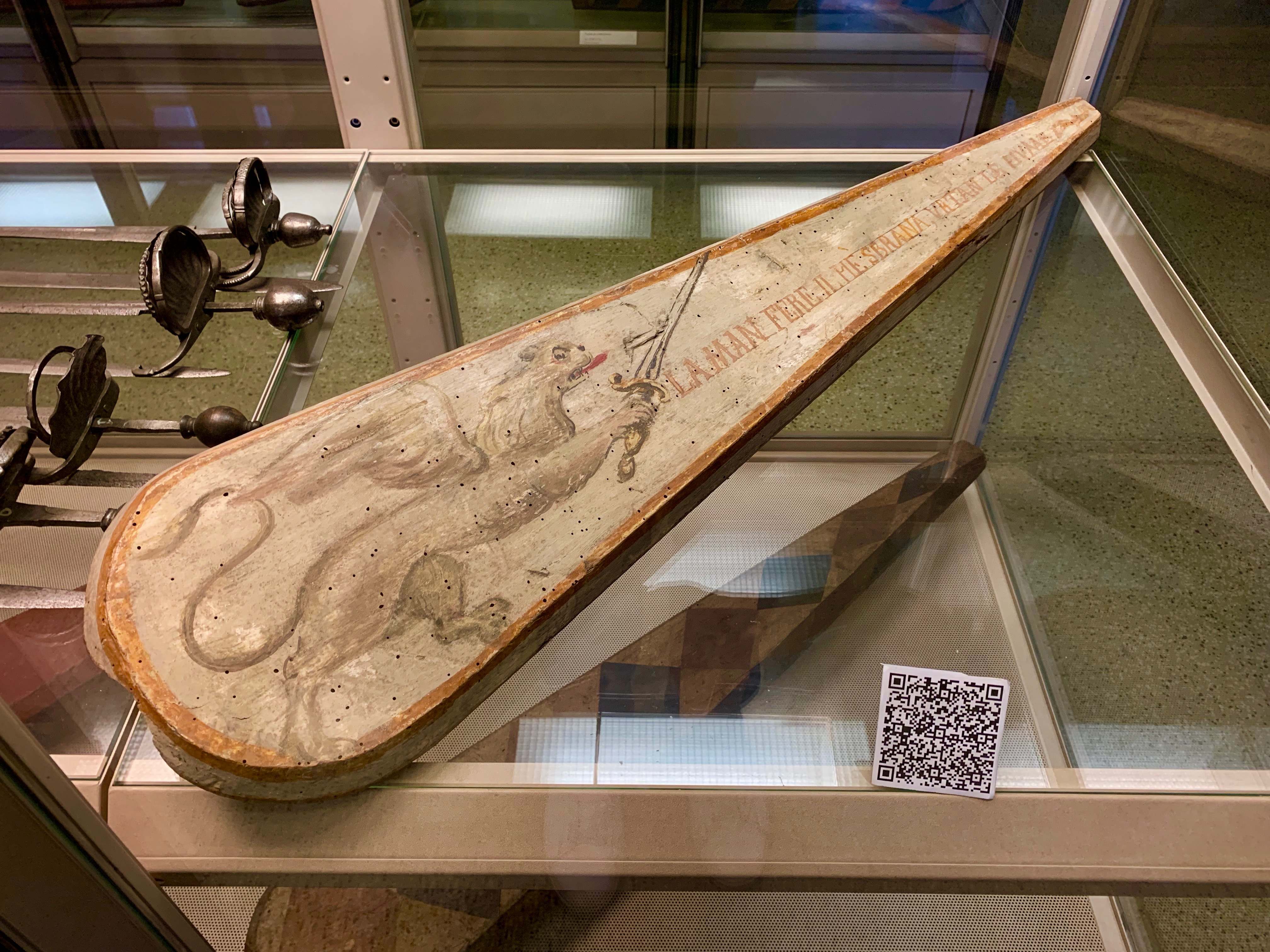
Targone da mostra del Gioco del Ponte di Pisa a forma di Sacro Cuore di Gesù